# داون پلیتسویت
داون پلیتسویت (انگلیسی: Dawn Plitzuweit؛ زادهٔ ۳۱ اکتبر ۱۹۷۲) بازیکن سابق و سرمربی (بسکتبال) اهل ایالات متحده آمریکا است.